# Decatur (Indiana)
Pour les articles homonymes, voir Decatur.
La ville de Decatur est le siège du comté d'Adams, située dans l'Indiana, aux États-Unis. Le nom de la ville provient de Stephen Decatur, un capitaine de la marine lors de la guerre d'indépendance des États-Unis. Sa population s’élevait à 9 405 habitants lors du recensement de 2010, estimée à 9 524 habitants en 2016.

## Démographie
| Groupe            | Decatur | Indiana | États-Unis |
| ----------------- | ------- | ------- | ---------- |
| Blancs            | 94,7    | 84,3    | 72,4       |
| Autres            | 2,6     | 2,7     | 6,4        |
| Métis             | 1,4     | 2,0     | 2,9        |
| Afro-Américains   | 0,5     | 9,1     | 12,6       |
| Asiatiques        | 0,4     | 1,6     | 4,8        |
| Amérindiens       | 0,4     | 0,3     | 0,9        |
| Total             | 100     | 100     | 100        |
|                   |         |         |            |
| Latino-Américains | 8,4     | 6,0     | 16,7       |

Selon l'American Community Survey, pour la période 2011-2015, 94,15 % de la population âgée de plus de 5 ans déclare parler anglais à la maison, alors que 5,16 % déclare parler l'espagnol et 0,69 % une autre langue.
Entre 2012 et 2016, le revenu par habitant était en moyenne de 22 766 dollars par an, en-desosus de la moyenne de l’Indiana (26 117 dollars) et des États-Unis (29 829 dollars). De plus, 17,1 % des habitants de Decatur vivaient sous le seuil de pauvreté (contre 14,1 % dans l'État et 12,7 % à l'échelle du pays).

## Source
- (en) Cet article est partiellement ou en totalité issu de l’article de Wikipédia en anglais intitulé « Decatur, Indiana » (voir la liste des auteurs).

1. ↑  (en) « Decatur, IN Population - Census 2010 and 2000 », sur censusviewer.com.
2. ↑  (en) « Population of Indiana - Census 2010 and 2000 », sur censusviewer.com.
3. ↑  (en) « Language spoken at home by ability to speak English for the population 5 years and over », sur factfinder.census.gov.
4. ↑  (en-US) « U.S. Census Bureau QuickFacts: Decatur city, Indiana; Indiana; UNITED STATES », sur Census Bureau QuickFacts (consulté le 20 avril 2018).